# 1st International School of Ostrava

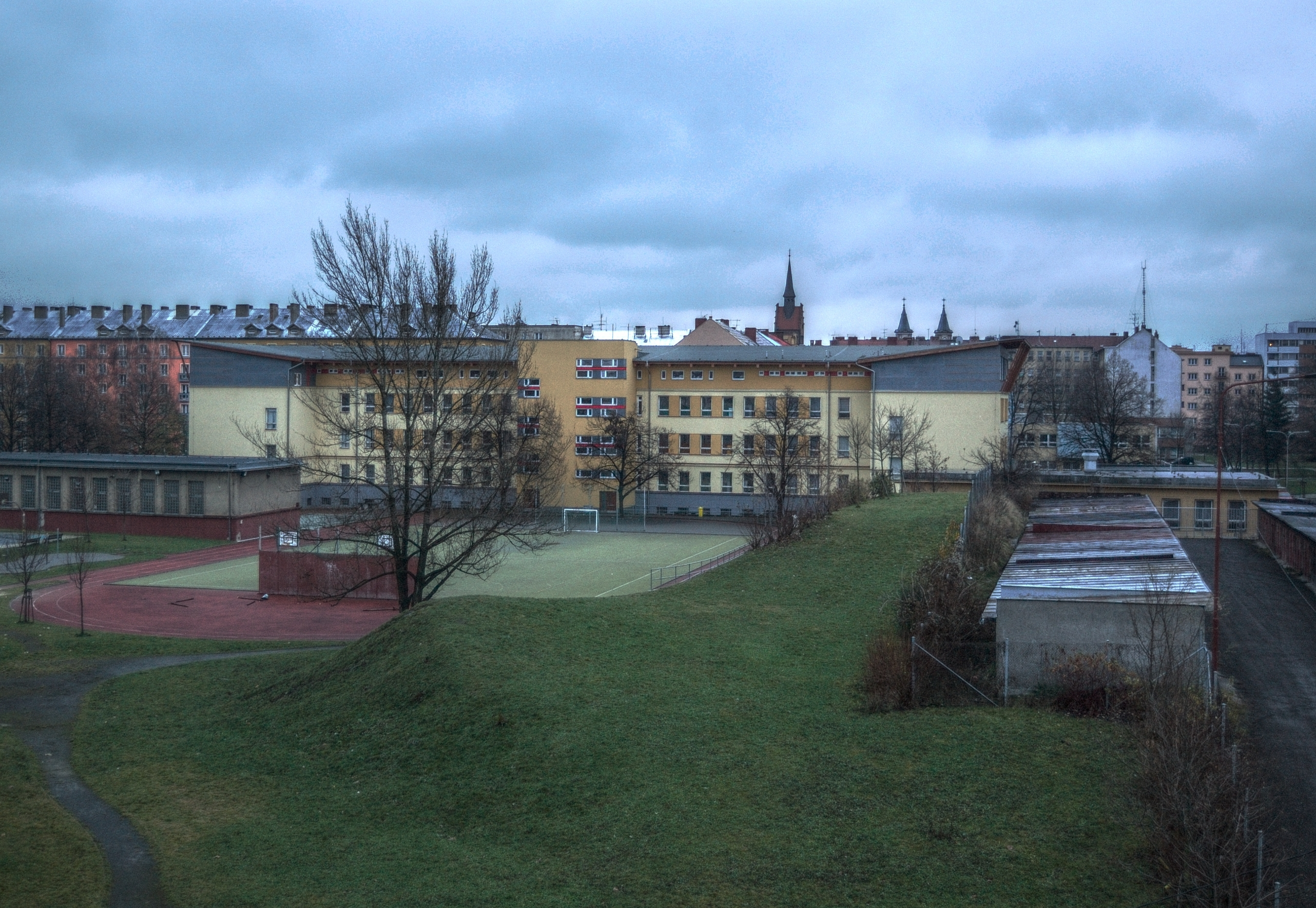
Pohled na budovu školy a školní hřiště.

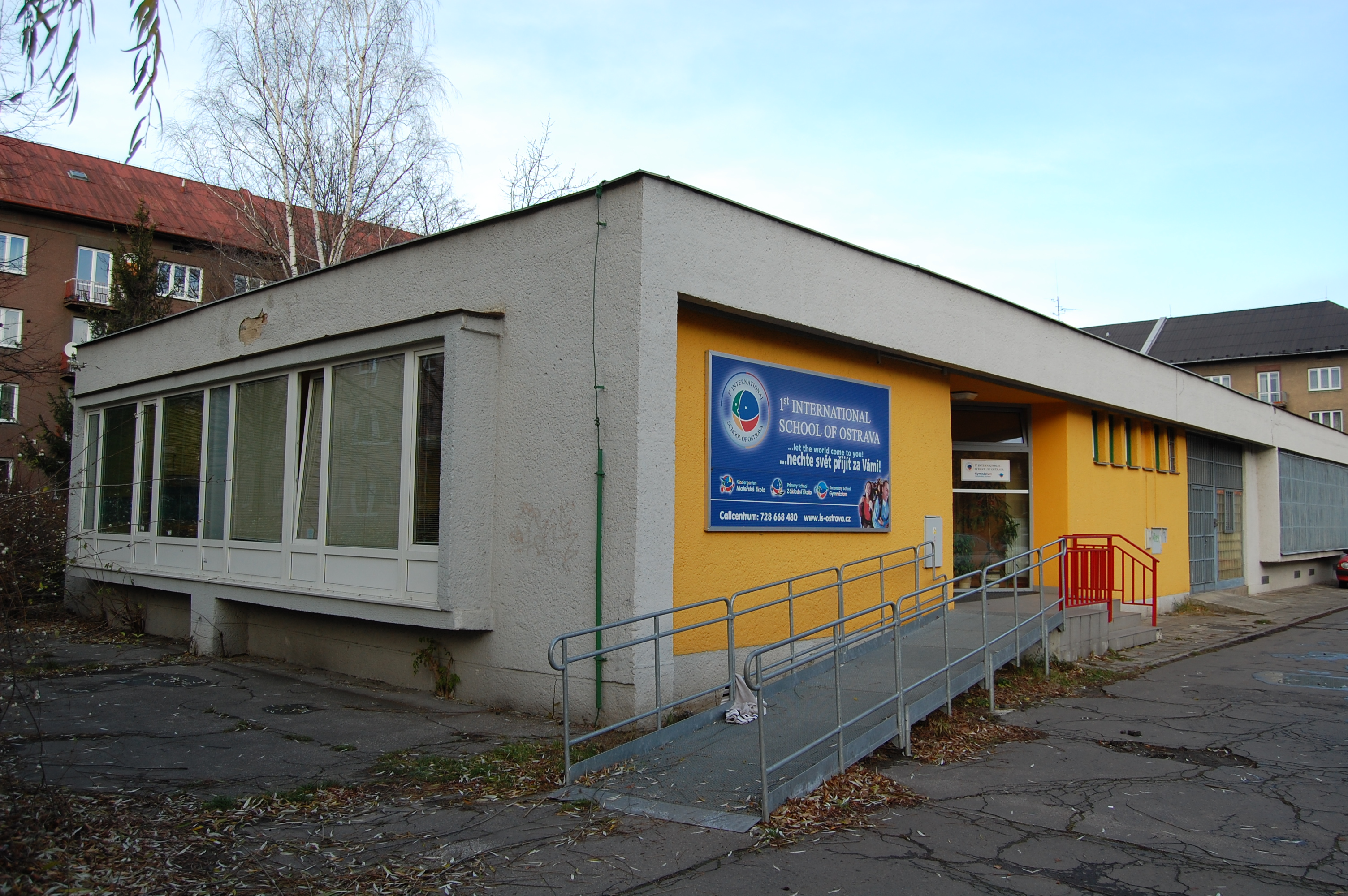
Druhá budova školy.

1st International School of Ostrava (1stISO) je bilingvní škola s výukou v angličtině a češtině, která se nachází v Ostravě. Projekt multikulturního vzdělávání českých dětí a cizinců zahrnuje veřejnou mateřskou a základní školu a soukromou střední školu (čtyřleté a osmileté gymnázium). Škola byla otevřena v roce 2005. V roce 2006 se přestěhovala do zrekonstruované budovy základní školy na Ostrčilově ulici v městském obvodu Moravská Ostrava a Přívoz. Cílem školy je nabídnout studium v anglickém jazyce českým i zahraničním studentům a zároveň je připravit k dalšímu studiu na univerzitách v České republice i zahraničí.

## 1st International School of Ostrava, s. r. o.
V dubnu 2008 rodiče žáků této školy oslovili několik institucí, mj. úřad městského obvodu Moravská Ostrava a Přívoz, magistrát statutárního města Ostravy, krajský úřad Moravskoslezského kraji i Českou školní inspekci. Majitelé soukromého gymnázia, které na projektu 1stISO spolupracuje, totiž začali přesvědčovat rodiče, aby své děti přehlásili do jejich nově vznikající základní školy. Ta však není veřejná, ale soukromá, navíc v době, kdy rodiče lákala, ani neměla akreditaci MŠMT. Ostravský primátor Petr Kajnar, který pomohl prosadit projekt 1stISO, je přesvědčen, že je vše v pořádku a že se jedná o nedorozumění. Brett Gray, zastupující soukromou základní školu, se odmítl vyjádřit. Na tiskové konferenci konané 14. května 2008 zástupci soukromé organizace zastřešující novou školu uvedli, že škola již získala potřebnou akreditaci ministerstva školství pro bilingvní výuku. Iva Konevalová, jednatelka společnosti, však neuvedla počet nově otvíraných tříd, jak vysoké bude školné či další detaily. Oznámila sice, že výuka bude probíhat na Základní škole Ostrčilova, tam však místo pro další třídy nemají. Ačkoliv společnost usiluje o získání mezinárodní akreditace pro základní školu i gymnázium, tento proces může trvat několik let. Do té doby bude nová základní škola v podstatě kopírovat už několik let fungující dvojjazyčnou výuku v Základní škole Ostrčilova.
Dne 31. května 2008 vyšel v Moravskoslezském deníku článek s jednatelem společnosti Brettem Grayem. V něm prohlásil, že od září 2008 bude zahájena činnost 1st International School of Ostrava, s. r. o. Ta bude mít status zahraniční školy na území České republiky. Tato škola, kterou ve stručnosti nazývá mezinárodní škola, nebude konkurencí stávající dvojjazyčné Základní škole Ostrčilova. Žáci by se měli vyučovat dle britského vzdělávacího systému a po absolvování by měli získat maturitní vysvědčení platné v mezinárodním měřítku. Škola bude financována ze sponzorských darů a školného, které by mělo být 100–250 tisíc korun ročně. V rozporu s předchozím vyjádřením však není jasné, kde bude škola sídlit.